# Cephalohibiscus
Cephalohibiscus es un género monotípico de plantas con flores perteneciente a la familia  Malvaceae. Su única especie: Cephalohibiscus peekelii Ulbr., es originaria de Nueva Guinea. Fue descrita por Oskar Eberhard Ulbrich y publicado en Notizblatt des Botanischen Gartens und Museums zu Berlin-Dahlem  12: 495, en el año 1935.

## Sinonimia
- Hibiscus peekelii Ulbr.
- Thespesia peekelii (Ulbr.) Borss.Waalk.[2]